# Nagypáli
Nagypáli là một thị trấn thuộc hạt Zala, Hungary. Thị trấn này có diện tích 6,34 km², dân số năm 2010 là 442 người, mật độ 70 người/km².